# زيدشت
زيدشت هي قرية في مقاطعة طالقان، إيران. يقدر عدد سكانها بـ 816 نسمة بحسب إحصاء 2016.